# Kasaieve, Vasîlkivka
Kasaieve (în ucraineană Касаєве) este un sat în așezarea urbană Ceaplîne din raionul Vasîlkivka, regiunea Dnipropetrovsk, Ucraina.

## Demografie
Componența lingvistică a localității Kasaieve
     Ucraineană (95,45%)
     Belarusă (3,41%)
     Rusă (1,14%)
Conform recensământului din 2001, majoritatea populației localității Kasaieve era vorbitoare de ucraineană (95,45%), existând în minoritate și vorbitori de belarusă (3,41%) și rusă (1,14%).